# Tyler Hilton
Tyler James Hilton (født 22. november 1983) er en amerikansk sanger, sangskriver og skuespiller. Mest kendt for sin rolle i The CWs dramaserie One Tree Hill.
Tyler Hilton spillede rollen som Elvis Presley i filmen om Johnny Cash' liv, Walk the Line. Han indsang i denne forbindelse "That's All Right", som også er at finde på soundtracket fra filmen.